# آسفالت (فیلم ۱۹۲۹)
آسفالت (آلمانی: Asphalt) فیلمی است که در سال ۱۹۲۹ منتشر شد. از بازیگران آن می‌توان به بتی امان اشاره کرد.